# Scadenza tragica
Scadenza tragica (Between Friends) è un film muto del 1924 diretto da J. Stuart Blackton e interpretato da Anna Q. Nilsson. Tratto dal romanzo Between Friends di Robert W. Chambers (pubblicato nel 1914) e prodotto dalla Vitagraph Company of America, il film uscì nelle sale il 11 maggio 1924. È il remake di The Woman Between Friends del 1918 di Tom Terriss con Alice Joyce.

## Trama
Due artisti, Jack Greylock e David Drene, sono amici da una vita. Jack, però, fugge con Jessica, la moglie di David. L'atto riempie la coppia di sensi di colpa, tanto che Jessica finirà col suicidarsi. Dopo qualche tempo, Jack si innamora di Cecile, la modella dell'amico la quale, a sua volta ama invece Jack. Quair, un rivale, per mettere zizzania, racconta a David - che ne era ignaro - il perché della morte della moglie e della sua fuga con Jack. Quest'ultimo, per riscattarsi, pensa al suicidio ma David si rende conto telepaticamente di ciò sta per fare l'amico e lo previene, perdonandolo.

## Produzione
Prodotto dalla Vitagraph Company of America.

## Distribuzione
Il copyright del film, richiesto dalla Vitagraph Co. of America, fu registrato l'8 aprile 1924 con il numero LP20116. Il film uscì nelle sale statunitensi l'11 maggio 1924.
Distribuito dalla Vitagraph, in Italia uscì nel 1926 con il visto di censura numero 22784 che escludeva dalla visione del film i minori di 15 anni. Nel 1928, oltre al titolo Natale del perdono, ovvero Scadenza tragica, venne aggiunto anche il titolo Vampata d'amore.
Non si conoscono copie ancora esistenti della pellicola che viene considerata presumibilmente perduta.